# Poligrafika (czasopismo)
Poligrafika – miesięcznik przeznaczony dla osób pracujących w szeroko pojętej branży poligraficznej: drukarzy, wydawców, producentów maszyn, urządzeń i materiałów, a także właścicieli i pracowników agencji reklamowych, studiów graficznych oraz producentów opakowań.
Poligrafika za pośrednictwem poczty elektronicznej przesyła swoim prenumeratorom cotygodniowy serwis informacyjny. Od maja 2006 dostępna jest również pierwsza elektroniczna wersja magazynu – Poligrafika.pl, a od początku roku 2009 – pierwsza w Polsce „telewizja poligraficzna” dostępna w sieci: Poligrafika.TV.
Poligrafika uczestniczy w imprezach branży, a czasem bywa ich organizatorem.
Jest członkiem Eurographic Press, prestiżowej europejskiej organizacji ukierunkowanej na współpracę merytoryczną zrzeszonych w niej magazynów branżowych.
W każdym numerze – prócz publikacji związanych z tematem wiodącym – znajdują się stałe sekcje tematyczne dotyczące: ważnych wydarzeń branżowych, aktualnej sytuacji rynkowej, technologii cyfrowych, prepressu, druku wielkoformatowego, technik drukowania, obróbki po druku, materiałów drukarskich oraz „zielonej” poligrafii, czyli zagadnień ekologicznych. Spektrum tematyczne uzupełniają aktualne informacje z kraju i ze świata oraz zagadnienia związane z życiem branży (m.in. szkolnictwo, działalność Sekcji Poligrafów SIMP i innych organizacji branżowych, systemy certyfikacji).